# Chytonix variegata
Chytonix variegata là một loài bướm đêm trong họ Noctuidae.